# 張潔宜
張潔宜（Kathie Cheung Kit-Yee，1971年11月13日—），香港區域法院法官，於電影《樹大招風》道具銀紙案件對處理道具的電影工作者判監，及於香港逃犯條例爭議期間對只得11歲智商的被告判處監禁，而被香港部分人士關注。

## 爭議

### 對管有道具銀紙的電影工作者判監
於2018年，電影《樹大招風》的道具領班，香港電影工作者張偉全，因為管有道具銀紙，在裁判法院被張潔宜裁定管有偽造紙幣罪名成立，香港電影工作者總會榮譽會長吳思遠因而批評控方根本沒有考慮電影的特殊需求，又指政府輕易採取法律行動的話，日後香港不可能再拍攝警匪片，而會方亦發表聲明︰「對於此事，全港業界並不止於遺憾與沮喪，更是感到極度憤怒及寒心！」最終張偉全得到不少其他電影工作者支持，向香港高等法院提出上訴，法官於2018年10月15日頒下判詞，裁定涉案道具鈔票確屬於偽鈔，惟由於控方未能肯定道具全知道或相信涉案道具鈔票屬於偽鈔，故裁定上訴得直。

### 接納寫手心「出貓」警長證供
於香港逃犯條例爭議期間，一批示威者於2019年9月22日包圍屯門警署，其中一名 64 歲老翁被控襲擊兩名警員。於審訊期間，警長鍾志豪在庭上作供時「出貓」將證供寫手心，但張潔宜全盤接納口供，裁定被告襲警罪名成立。

### 屯門警署被掟汽油彈案對智商只得11歲被告判處監禁
於2020年初，屯門警署被人掟汽油彈，警方在附近的河田輕鐵站截查一名智商只得11歲的清潔工，在他身上搜出疑似汽油彈、石油氣及雷射筆；但化驗報告顯示，涉案「汽油彈」只是廁所清潔劑，綁在一起的只是火鍋用石油氣罐。但張潔宜聲稱，火鍋用石油氣罐及清潔劑均會對公眾造成傷害，智障亦非減刑理由，對被告判囚八個月。公眾席上有人聞判後，當場以粗言批評判決。

### 年輕咖啡學徒燒國旗被判服務令 律政司求加刑今改判入獄五周
一名男子2019年9月21日在「光復屯門公園」遊行期間焚燒及踐踏國旗，早前被判240小時社會服務令。律政司覆核刑期，指案件涉及侮辱國旗，被告知悉國旗屬政府公物下，仍與他人一起焚燒及踐踏，應改判更具阻嚇性的刑罰，突出案件嚴重性，署理主任裁判官張潔宜承認，上次判刑未有充分考慮加刑因素，例如被告知悉國旗屬政府公物，以及被告行為可能鼓動他人，為人身及財物帶來危險等，因此接納律政司上訴申請，判處被告即時監禁5星期。

## 資料來源
1. 1 2  . 立場新聞. 2018-10-15  [2020-08-09]. （原始内容存档于2020-06-14）.
2. 1 2  . 蘋果日報 (香港). 2020-06-13  [2020-08-09]. （原始内容存档于2020-06-25）.
3. ↑  許育民. . 香港01 (香港01). 2018-05-31  [2020-08-09]. （原始内容存档于2020-06-14）.
4. ↑  . 蘋果日報 (香港). 2018-10-15  [2018-10-16]. （原始内容存档于2018-10-16）.
5. ↑  . 立場新聞. 2020-04-17  [2020-08-09]. （原始内容存档于2020-06-14）.
6. ↑  . 蘋果日報 (香港). 2020-07-10  [2020-08-09]. （原始内容存档于2020-07-12）.